# Turkménistan aux Jeux olympiques d'été de 2012
Le Turkménistan participe aux Jeux olympiques d'été de 2012 à Londres. Il s'agit de sa 5e participation aux Jeux olympiques d'été.

## Athlétisme
Les athlètes turkmènes qualifiés aux épreuves d'athlétisme sont au nombre de deux. Pour chaque épreuve, un pays peut engager trois athlètes à condition qu'ils aient réussi chacun les minima A de qualification, un seul athlète par nation est inscrit sur la liste de départ si seuls les minima B sont réussis. Les athlètes turkmènes ont obtenu des invitations (wildcards) pour participer au compétitions d'athlétismes.
| Épreuves          | Athlètes         | Résultats |
| ----------------- | ---------------- | --------- |
| Femmes            |                  |           |
| 100 mètres        | Maisa Redzhepova |           |
| Hommes            |                  |           |
| Lancer du marteau | Mergen Mamedov   |           |

## Boxe
Deux boxeurs turkmènes se sont qualifiés pour les concours de boxe.
| Athlète              | Catégorie             | Résultats |
| -------------------- | --------------------- | --------- |
| Hommes               |                       |           |
| Serdar Hudayberdiyev | Super légers (-64 kg) |           |
| Nursahat Pazziyev    | Moyens (-75 kg)       |           |

## Haltérophilie
L'haltérophilie masculine Turkmènes est représentée par 3 athlètes,.
Hommes
| Épreuves | Athlètes                | Résultats |
| -------- | ----------------------- | --------- |
| -62 kg   | Umurbek Bazarbayev      |           |
| -69 kg   | Tolkunbek Hudaybergenov |           |
| -85 kg   | Mansur Rejepov          |           |

## Judo
| Gülnar Haýytbaýewa | Moins de 63 kg femmes | Battue par Yusubova | NC |

## Natation
Deux nageurs turkmènes sont retenus au titre des « Universality Places » attribuées par la Fédération internationale de natation.
| Épreuves         | Athlètes         | Résultats |
| ---------------- | ---------------- | --------- |
| Femmes           |                  |           |
| 400 m Nage libre | Jennet Saryyeva  |           |
| Hommes           |                  |           |
| 100 m Nage libre | Sergey Krovyakov |           |